# Jytte Kvinesdal
Jytte Kvinesdal (født 7. februar 1953). Uddannet fra Skuespillerskolen ved Aarhus Teater i 1980. Hun har haft flere forskellige roller på teatret samt medvirket i flere film og tv-serier.